# Lysandra carteri
Lysandra carteri är en fjärilsart som beskrevs av Harrison 1929. Lysandra carteri ingår i släktet Lysandra och familjen juvelvingar. Inga underarter finns listade i Catalogue of Life.